# Суліслав (Великопольське воєводство)
Суліслав (пол. Sulisław) — село в Польщі, у гміні Рашкув Островського повіту Великопольського воєводства.
Населення — 256 осіб (2011).

## Демографія
Демографічна структура станом на 31 березня 2011 року:
|          | Загалом | Допрацездатний вік | Працездатний вік | Постпрацездатний вік |
| -------- | ------- | ------------------ | ---------------- | -------------------- |
| Чоловіки | 119     | 31                 | 77               | 11                   |
| Жінки    | 137     | 34                 | 78               | 25                   |
| Разом    | 256     | 65                 | 155              | 36                   |